# シートン・デラヴァル・ホール

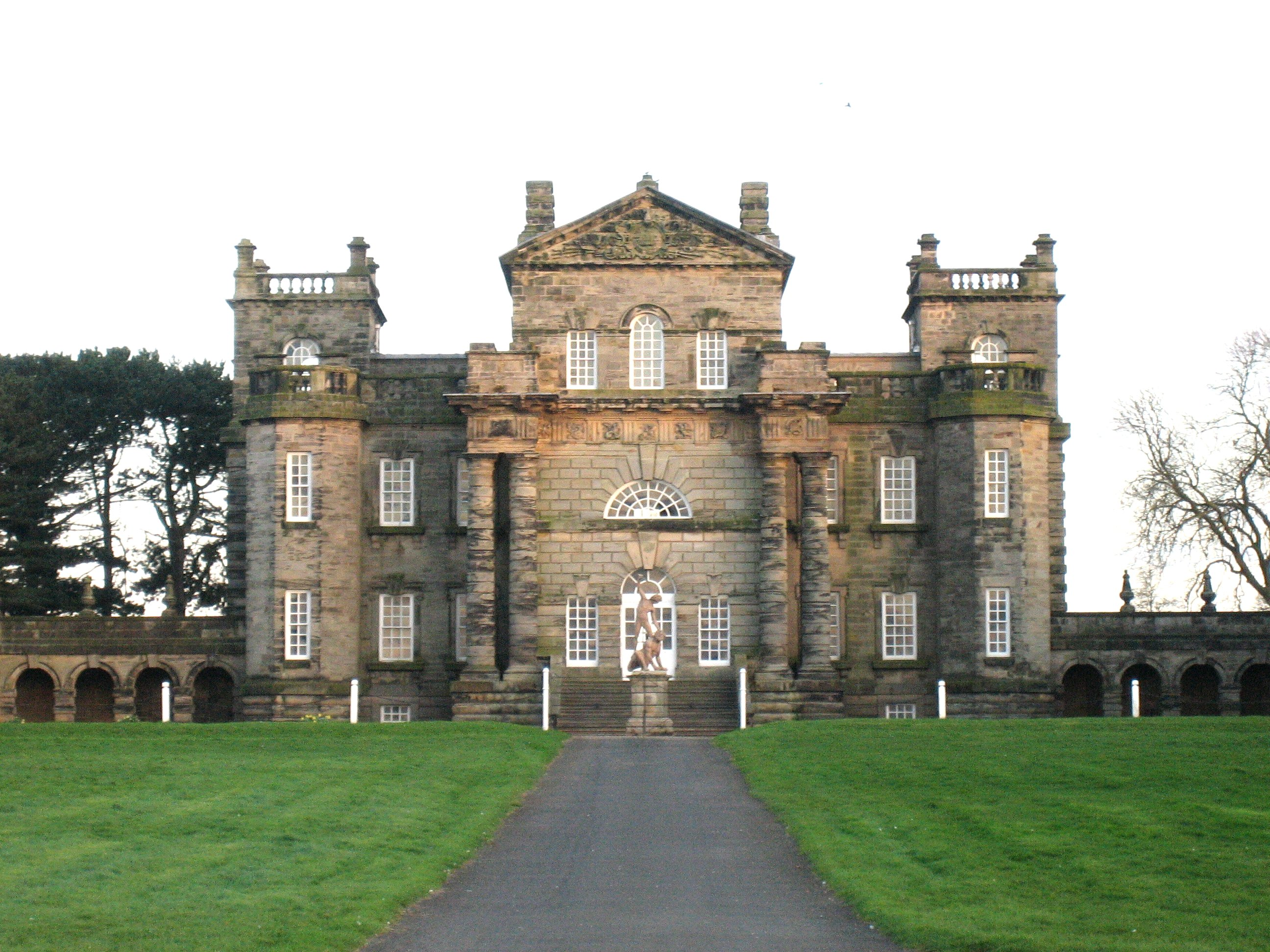
シートン・デラヴァル・ホール
中央棟を西から見る。

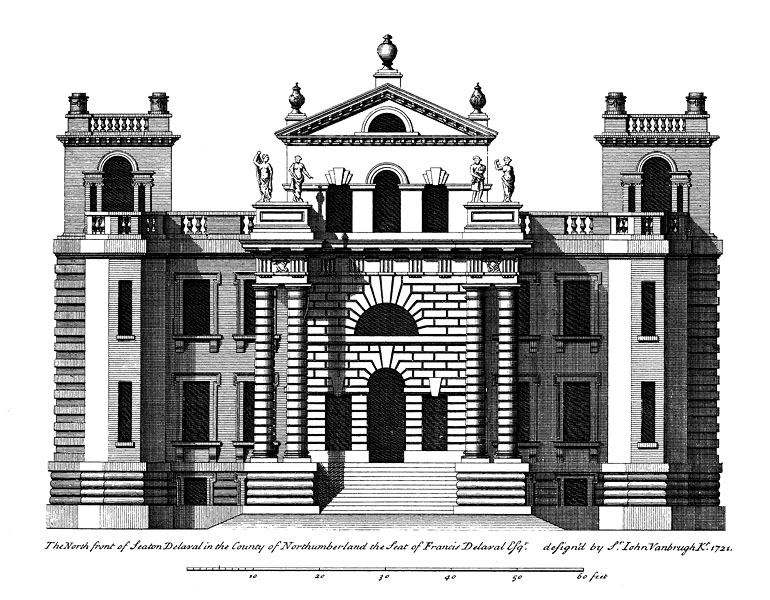
ジョン・ヴァンブラによる設計図

シートン・デラヴァル・ホール (Seaton Delaval Hall) はイングランド、ノーサンバーランドにあるカントリー・ハウス。シートン・スルース (Seaton Sluice) (英語版) とシートン・デラヴァルの間に位置し、1718年に海軍提督ジョージ・デラヴァル (George Delaval、1667年-1723年) (英語版) により、ジョン・ヴァンブラ卿 (John Vanbrugh、1664年-1726年) (英語版) の設計で建てられた。
デラヴァルの一族はこの所領をノルマン・コンクエスト時より所有していた。デラヴァルは海軍の提督として獲得した巨額の報奨金を基に一族の男からこの土地を買収した。アン女王時代には外交使節にも任命されている。提督はこの邸宅を近代的なものに改修させる為にジョン・ヴァンブラに依頼をおこなったが、ヴァンブラは建物を見るなり改修は不可能であり、邸宅に付属して存在したチャペルを除いて取り壊すべきだと進言した。新しく完成したカントリー・ハウスはヴァンブラの代表作かつ最後の作品となった。建物はイングリッシュ・バロック様式に従い設計されており、これはヴァンブラがヨーロッパ大陸におけるバロック建築から発展させたものである。
主棟には貴賓室が設置されており、左右に配された建物には東に厩舎が、西にはキッチンなどのサーヴィス用設備が設けられている。1728年に建物が完成して以降不幸が続いた。設計者と主人はともに邸宅の完成を見ぬまま亡くなり、その後を継いだ後継者も若くして死去している。
1822年には中央棟が火災に襲われ大部分が焼失し、その後1862年から63年にかけて修復された。1959年にも修復工事がおこなわれたが、1980年代まで館には主人が存在せず放置されていた。160年すぎて現在の持ち主であるエドワード・ヘンリー・デラヴァル・アストレイが西棟に住むようになった。外部はイングランドにおける初期バロックの代表作としての美しさをたもっているが、ステイト・ルームを中心とした内部は火災による損傷が現在も完全には修復されていない。

## 画像

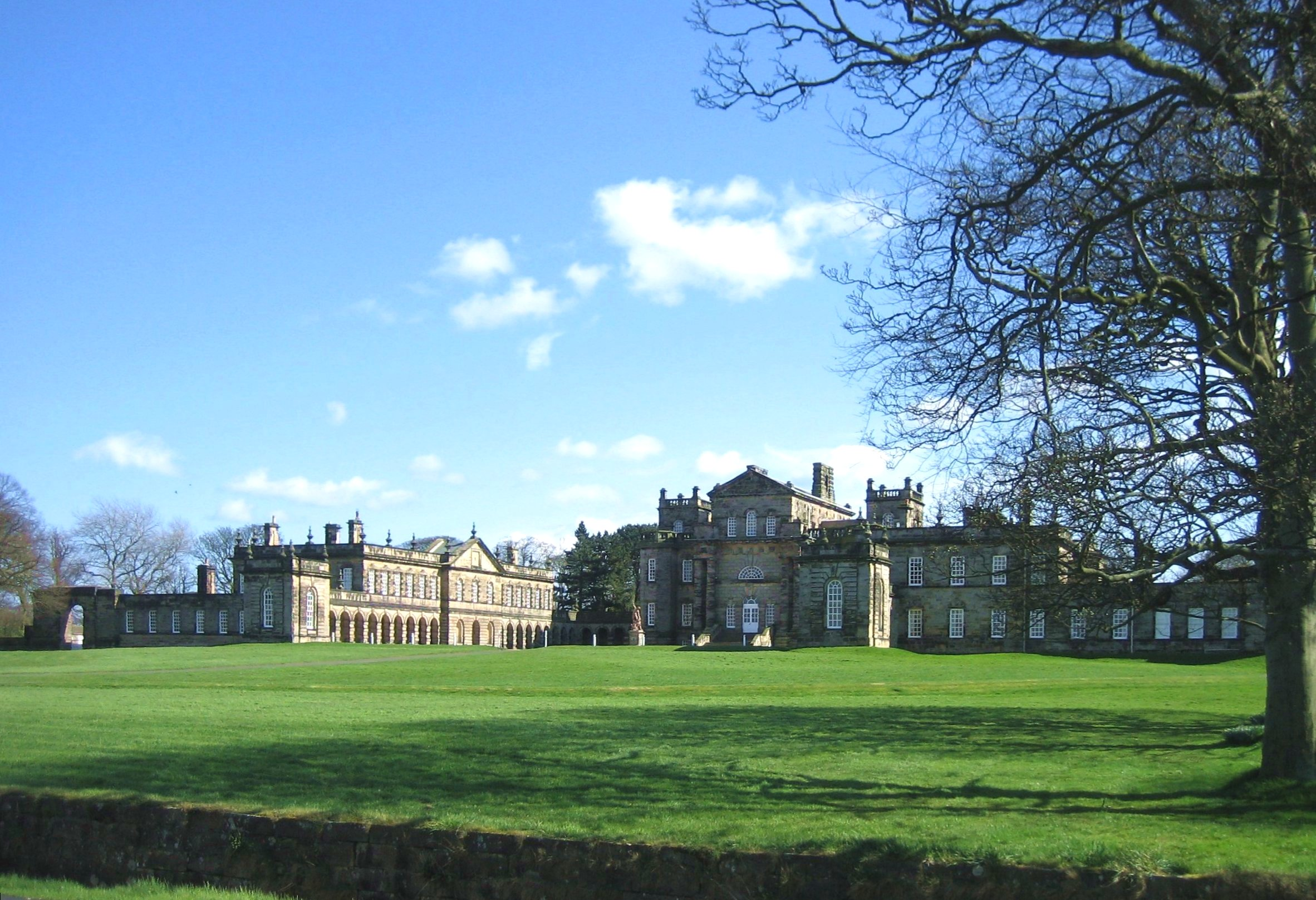
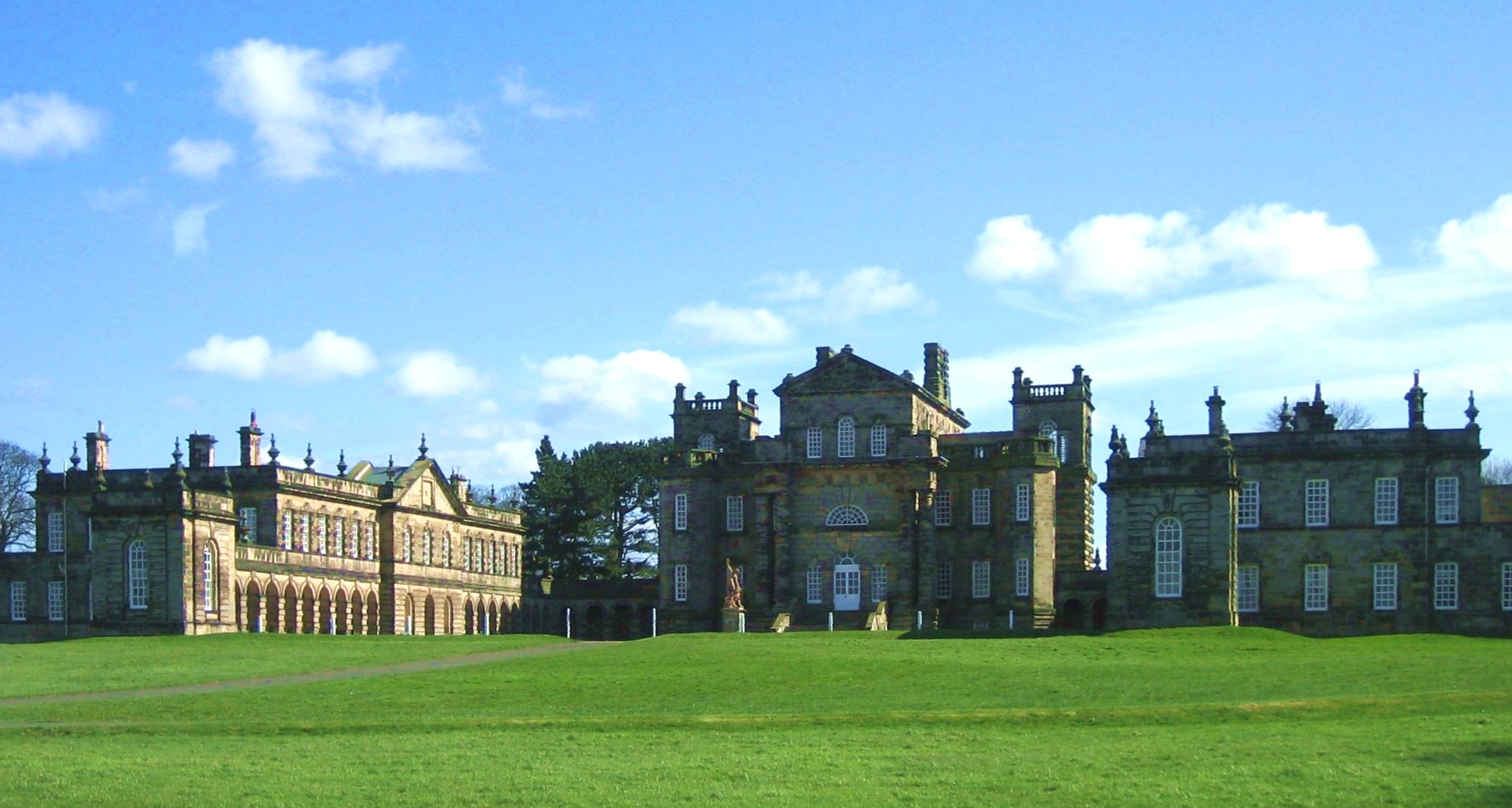
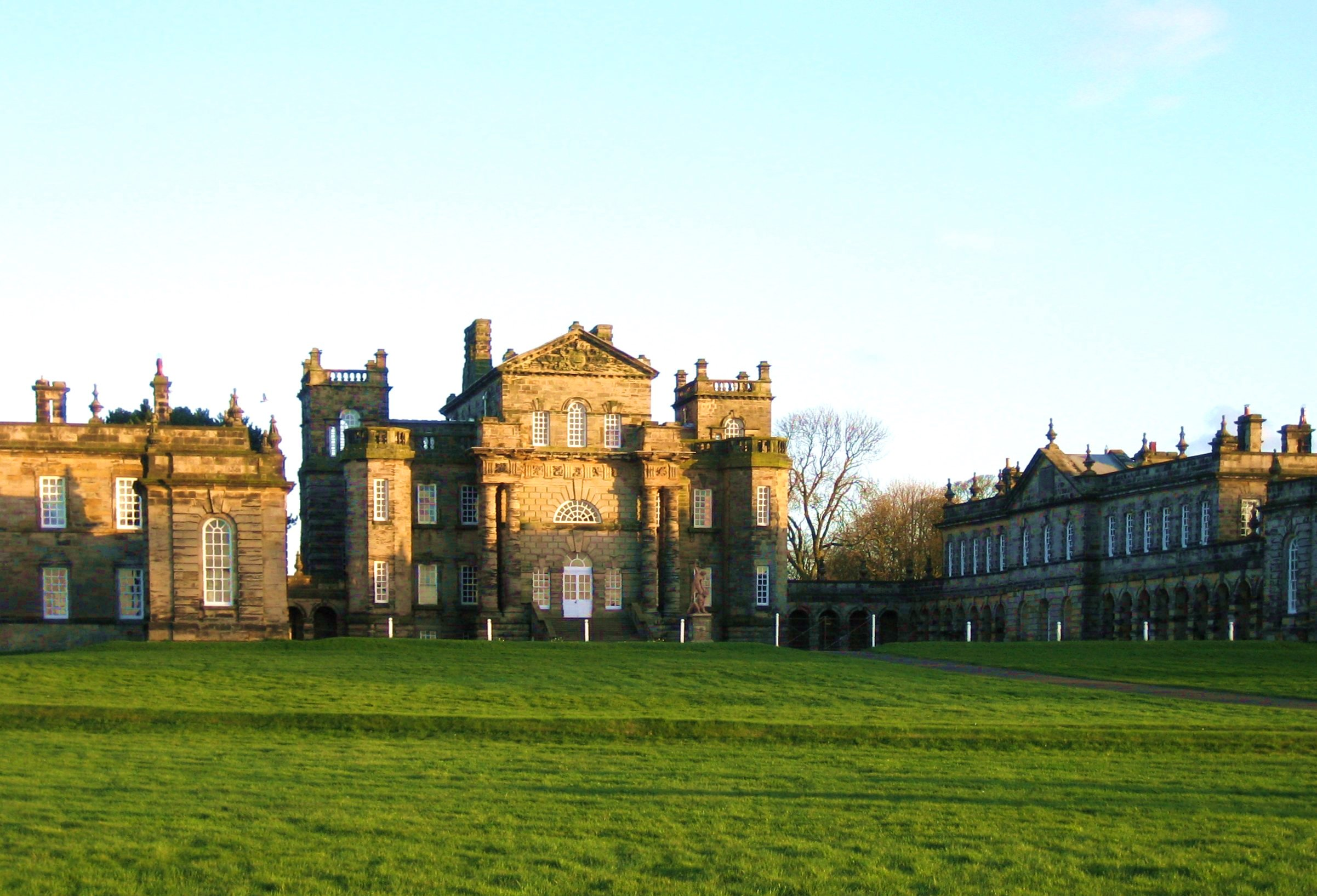
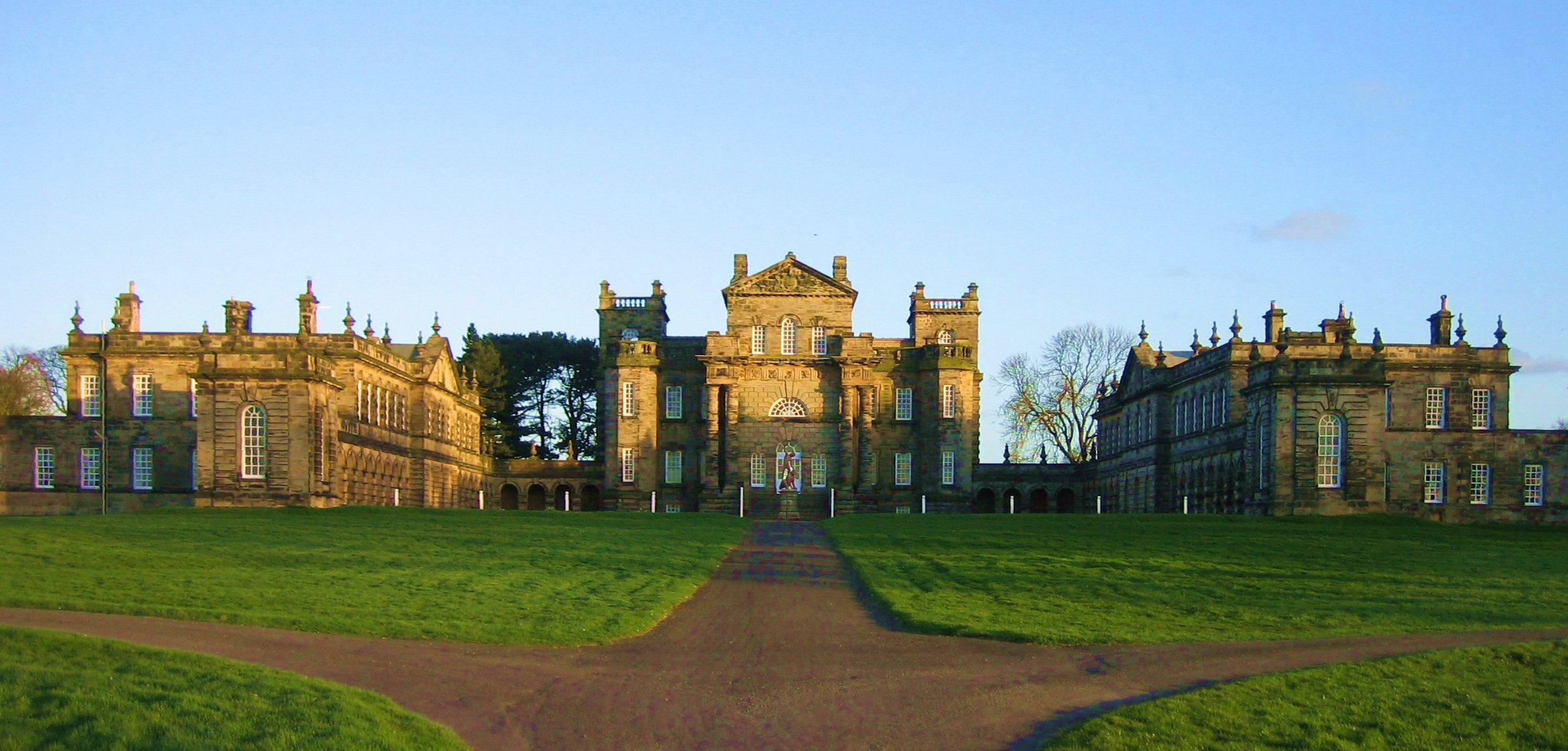